# Mährisch-Schlesische Nordbahn

Das Streckennetz der Mährisch-Schlesischen Nordbahn

Die Mährisch-Schlesische Nordbahn war ein selbständiges Unternehmen der k.k. ausschl. priv. Kaiser-Ferdinands-Nordbahn (KFNB), das die Strecken mit Staatsgarantie verwaltete.

## Geschichte
Die Mährisch-Schlesische Nordbahn geht auf Planungen des österreichischen Staates für ein Netz „Mährischer Landesbahnen“ zurück, die unmittelbar nach dem Deutschen Krieg von 1866 begannen. Ziel war es, den in Mähren herrschenden Notstand nach dem verlorenen Krieg zu mindern. Für den Bau der Strecke Brünn–Olmütz–Sternberg mit einer Zweigbahn nach Prerau bewarb sich ein Konsortium mährischer Großgrundbesitzer, das jedoch die dafür nötigen finanziellen Mittel nicht aufbringen konnte. 
Als zweiter Bewerber für den Streckenbau trat kurz danach die KFNB auf, die am 11. März 1867 die Genehmigung für eine Eisenbahn von Brünn über Wischau und Proßnitz nach Sternberg mit einer Zweigbahn nach Prerau erhielt. 
Die KNFB führte die Strecken im Gegensatz zum Stammnetz als eigenen Rechnungskörper, der auf der Generalversammlung vom 15. April 1867 den Namen „Mährisch-Schlesische Nordbahn“ erhielt. Vom Staat erhielt die KNFB die Genehmigung, die veranschlagten Kosten des Streckenbaues von 14 Millionen Gulden durch die Ausgabe von Prioritätsobligationen mit 5-prozentiger Verzinsung aufzubringen.
Die endgültige Konzession erhielt die KFNB am 6. Mai 1867. Grundlage der Konzession war das Eisenbahnkonzessionsgesetz vom 14. Dezember 1854. Die Gesellschaft wurde verpflichtet, den Bau der Strecken innerhalb von sechs Wochen zu beginnen und innerhalb von drei Jahren in Betrieb zu nehmen. Darüber hinaus gestattete die Konzessionsurkunde, dass die Strecke vorerst nur eingleisig ausgeführt werden durfte. Die Verlegung eines zweiten Gleises war erst bei einem jährlichen Rohertrag von 180.000 fl. pro österreichischer Meile während zweier aufeinander folgender Jahre gefordert. Die Dauer der Konzession war auf 99 Jahre ab dem Tag der Konzessionserteilung festgelegt, eine Einlösung der Gesellschaft durch den Staat war jedoch schon nach 30 Jahren jederzeit möglich. Die Garantie des Staates erstreckte sich auf jenen Betrag, „der zur Verzinsung und Amortisierung der zur Aufbringung des Bahnanlagekapitals emmittierten Effecten notwendig ist“. In den Jahren 1869/70 wurden die Strecken eröffnet.
Die Mährisch-Schlesische Nordbahn wurden zusammen mit der KFNB am 1. Januar 1906 verstaatlicht. Die Strecken wurden Teil des Netzes der k.k. Staatsbahnen (kkStB).

## Strecken
Das Streckennetz der Mährisch-Schlesischen Nordbahn hatte eine Gesamtlänge von 142,241 Kilometer und gliederte sich in zwei selbständige Strecken:
- Brünn–Olmütz–Sternberg (Brno–Olomouc–Šternberk): 114,928 km
- Nezamislitz–Prerau (Nezamyslice–Přerov): 27,313 km

Die Strecken bestehen noch. Sie werden heute administrativ als Bahnstrecke Nezamyslice–Šternberk und Bahnstrecke Brno–Přerov geführt. Die Bahnstrecke Brno–Přerov ist Teil der Transeuropäischen Netze (TEN 25) und des Paneuropäischen Verkehrskorridors VI. Bis 2031 soll sie zur Schnellfahrstrecke umgebaut werden.